# Uzgojna teorija
Uzgojna teorija ili kultivacijska teorija je socijalna teorija koja ispitiva dugoročni utjecaj televizijskih programa na ljudima. Osnovna teza uzgoje teorije jest da ako neki ljudi provode više vremena gledajući televiziju tj. ako žive u "televizijskom svijetu", to je više vjerojatnije da će te osobe više vjerovati da se društvena stvarnost prikazuje na televiziji." Ovakvo suvišno izlaganje televiziji odnosno uzgoj čini ljude da vide svijet u iskrivljenom obliku. 